# 理財局
理財局（りざいきょく、英: Financial Bureau）は、日本の中央官庁である財務省の内部部局の一つである。
国庫、国債・地方債、財政投融資、国有財産管理、日本銀行の業務・組織運営、貨幣の発行、日本銀行券の発行計画などを主な業務としている。

## 沿革
- 1897年（明治30年）4月28日、主計局国庫課と国債局が合併し、理財局が設置される。
- 1898年（明治31年）11月1日、監督局が廃止され、理財局に銀行課が設置される。
- 1905年（明治38年）11月21日、臨時国債整理局設置にあたり国債課が分離。また、庶務課を設置する。
- 1913年（大正2年）6月13日、国債局を理財局国債課、臨時秩禄課の2課とし、銀行課を大臣官房へ移管。庶務課を廃止。
- 1920年（大正9年）5月10日、臨時調査局金融部が廃止され、理財局に臨時調査課を設置。
- 1924年（大正13年）12月20日、臨時秩禄課と臨時調査課を廃止し、国債課へと統合する。
- 1934年（昭和9年）12月26日、理財局に地方債課を設置。
- 1936年（昭和12年）5月4日、金融政策を全般的に企画するため、理財局に金融課を設置。
- 1936年（昭和12年）10月25日、理財局に外事課を設置。
- 1940年（昭和15年）11月27日、理財局に配当給与課を設置。
- 1940年（昭和15年）12月18日、金融課を企画課へ改組。また、資金調整課、監査課を設置。
- 1941年（昭和16年）7月16日、資金調整課、監査課を廃止し、会社部（総務課、資金調整課、経理統制課）を設置。
- 1942年（昭和17年）11月1日、企画課が金融課へ再改組され、国債課、地方債課が国庫課に統合。外事課は外資局となり、会社部（総務課、資金調整課、経理統制課）は資金調整課、経理統制課へとなる。
- 1944年（昭和19年）8月17日、金融課が証券課へと改組され、資金調整課と経理統制課は合併し、資金統制課となる。
- 1945年（昭和20年）5月、銀行保険局と合併し、金融局となる。
- 1946年（昭和21年）2月、金融局の国庫課、保険証券課（うち証券行政）及び資金統制課、それと外資局が合併し、再び理財局が創設される[1]。
- 1946年（昭和21年）6月、賠償課を廃止。また、特殊会社整理課を設置。
- 1946年（昭和21年）8月31日、特殊会社整理課を制限会社第一課とし、同時に制限会社第二課を設置。
- 1947年（昭和21年）8月15日、制限会社第一課、制限会社第二課を制限会社課へ統合。
- 1948年（昭和23年）7月5日、制限会社課を会社課へ改組。
- 1949年（昭和24年）6月1日、会社課を特殊財務第一課、特殊財務第二課へ改組。また、見返資金課を設置。
- 1949年（昭和24年）9月21日、特殊財務第一課、特殊財務第二課を特殊財務課として統合。外債課を設置。外資課を廃止し、業務を管理課に移管。
- 1950年（昭和25年）5月4日、特殊財務課を廃止。
- 1952年（昭和27年）8月1日、見返資金課を廃止。また、資金課が銀行局より移管される。
- 1954年（昭和29年）5月15日、地方資金課を設け、資金課の業務が一部分離される。
- 1964年（昭和39年）7月6日、証券局新設に伴い、発行市場を受け持つ経済課や証券部が分離される。
- 1965年（昭和40年）10月1日、国庫課内に国債発行準備室を設置。
- 1966年（昭和41年）4月1日、外債課と国債発行準備室を統合し、国債課として統合。
- 1968年（昭和43年）6月15日、国有財産局が統合される。

## 組織
- 総務課
  - 調査室
  - たばこ塩事業室
  - 理財調査官
- 国庫課
  - 通貨企画調整室
  - 国庫企画官
  - 国庫調査官
- 国債企画課
  - 国債政策情報室
  - 国債企画官
  - 国債調査官
- 国債業務課
  - 市場分析官
- 財政投融資総括課
  - 資金企画室
  - 財政投融資企画官
  - 財政投融資調査官
  - 財務企画調整官
- 国有財産企画課
  - 政府出資室
    - 企画調整官

  - 国有財産企画官
  - 国有財産鑑定官（2人以内）
- 国有財産調整課
  - 国有財産有効活用室
  - 国有財産監査室
  - 宿舎技術専門官
  - 国有財産監査官（3人以内）
- 国有財産業務課
  - 国有財産審理室
  - 国有財産業務指導官（3人以内）
- 管理課
  - 国有財産情報室
  - 電算システム管理官
  - 財政融資監査官
  - 財政融資実地監査官（25人以内（うち21人は、関係のある他の職を占める者をもって充てられるものとする。））
- 計画官（2）
- 訟務専門官（2人以内）

## 歴代理財局長
| 氏名         | 在任期間                                              | 前職                                        | 後職                                                    |
| ------------ | ----------------------------------------------------- | ------------------------------------------- | ------------------------------------------------------- |
| 櫛田光男     | 1946年（昭和21年）2月2日 - 1947年（昭和22年）9月2日   |                                             | 退官                                                    |
| 伊原隆       | 1947年（昭和22年）9月2日 - 1951年（昭和26年）5月1日   | 理財局次長                                  | 財務官室勤務                                            |
| 石田正       | 1951年（昭和26年）5月1日 - 1953年（昭和28年）8月14日  | 主税局税関部長                              | 大臣官房長                                              |
| 阪田泰二     | 1953年（昭和28年）8月14日 - 1955年（昭和30年）7月19日 | 管財局長                                    | 国税庁長官                                              |
| （石野信一） | 1955年（昭和30年）7月19日 - 1955年（昭和30年）8月2日  | （理財局次長が理財局長心得兼務）            | （理財局次長が理財局長心得兼務）                        |
| 河野通一     | 1955年（昭和30年）8月2日 - 1957年（昭和32年）6月11日  | 銀行局長                                    | 退官                                                    |
| 正示啓次郎   | 1957年（昭和32年）6月11日 - 1959年（昭和34年）4月15日 | 管財局長                                    | 退官                                                    |
| 西原直廉     | 1959年（昭和34年）4月15日 - 1961年（昭和36年）6月16日 | 財務参事官                                  | 退官                                                    |
| 宮川新一郎   | 1961年（昭和36年）6月16日 - 1962年（昭和37年）5月16日 | 大臣官房長                                  | 退官                                                    |
| 稲益繁       | 1962年（昭和37年）5月16日 - 1963年（昭和38年）4月22日 | 関税局長                                    | 退官                                                    |
| 吉岡英一     | 1963年（昭和38年）4月22日 - 1965年（昭和40年）2月5日  | 経済企画庁長官官房長                        | 国税庁長官                                              |
| 佐竹浩       | 1965年（昭和40年）2月5日 - 1965年（昭和40年）6月18日  | 理財局次長                                  | 銀行局長 日本銀行政策委員会大蔵省代表委員               |
| 中尾博之     | 1965年（昭和40年）6月18日 - 1967年（昭和42年）8月15日 | 主計局次長                                  | 退官                                                    |
| 鳩山威一郎   | 1967年（昭和42年）8月15日 - 1968年（昭和43年）6月7日  | 経済企画庁長官官房長                        | 主計局長                                                |
| 青山俊       | 1968年（昭和43年）6月7日 - 1969年（昭和44年）8月6日   | 大臣官房付 日本銀行政策委員会大蔵省代表委員 | 銀行局長 日本銀行政策委員会大蔵省代表委員               |
| 岩尾一       | 1969年（昭和44年）8月6日 - 1970年（昭和45年）6月12日  | 経済企画庁長官官房長                        | 退官                                                    |
| 相澤英之     | 1970年（昭和45年）6月12日 - 1971年（昭和46年）6月11日 | 経済企画庁長官官房長                        | 主計局長                                                |
| 橋口收       | 1971年（昭和46年）6月11日 - 1973年（昭和48年）6月26日 | 主計局次長                                  | 主計局長 会計事務職員研修所長                           |
| 竹内道雄     | 1973年（昭和48年）6月26日 - 1974年（昭和49年）6月26日 | 大臣官房長 財務研修所長                     | 主計局長 会計事務職員研修所長                           |
| 吉瀬維哉     | 1974年（昭和49年）6月26日 - 1975年（昭和50年）7月8日  | 経済企画庁長官官房長                        | 主計局長 会計事務職員研修所長                           |
| 松川道哉     | 1975年（昭和50年）7月8日 - 1976年（昭和51年）6月11日  | 大臣官房長                                  | 財務官                                                  |
| 岩瀬義郎     | 1976年（昭和51年）6月11日 - 1977年（昭和52年）6月10日 | 証券局長                                    | 退官                                                    |
| 田中敬       | 1977年（昭和52年）6月10日 - 1979年（昭和54年）7月10日 | 経済企画庁長官官房長                        | 主計局長 会計事務職員研修所長                           |
| 渡辺喜一     | 1979年（昭和54年）7月10日 - 1981年（昭和56年）6月26日 | 大臣官房付 日本銀行政策委員会大蔵省代表委員 | 財務官                                                  |
| 吉本宏       | 1981年（昭和56年）6月26日 - 1982年（昭和57年）6月1日  | 証券局長                                    | 退官                                                    |
| 加藤隆司     | 1982年（昭和57年）6月1日 - 1983年（昭和58年）6月7日   | 国際金融局長                                | 退官                                                    |
| 西垣昭       | 1983年（昭和58年）6月7日 - 1984年（昭和59年）6月27日  | 経済企画庁長官官房長                        | 大臣官房長                                              |
| 宮本保孝     | 1984年（昭和59年）6月27日 - 1985年（昭和60年）6月25日 | 銀行局長                                    | 退官                                                    |
| 窪田弘       | 1985年（昭和60年）6月25日 - 1987年（昭和62年）6月23日 | 経済企画庁長官官房長                        | 国税庁長官                                              |
| 足立和基     | 1987年（昭和62年）6月23日 - 1989年（平成元年）6月23日 | 大臣官房総務審議官                          | 退官                                                    |
| 大須敏生     | 1989年（平成元年）6月23日 - 1990年（平成2年）6月29日  | 大臣官房付 日本銀行政策委員会大蔵省代表委員 | 退官                                                    |
| 篠沢恭助     | 1990年（平成2年）6月29日 - 1991年（平成3年）6月11日   | 大臣官房総務審議官                          | 大臣官房長                                              |
| 寺村信行     | 1991年（平成3年）6月11日 - 1992年（平成4年）6月26日   | 経済企画庁長官官房長                        | 銀行局長                                                |
| 藤井威       | 1992年（平成4年）6月26日 - 1993年（平成5年）6月25日   | 経済企画庁長官官房長                        | 内閣官房内閣内政審議室長                                |
| 石坂匡身     | 1993年（平成5年）6月25日 - 1994年（平成6年）7月1日    | 証券取引等監視委員会事務局長                | 大臣官房付 →7月15日 環境庁企画調整局長                  |
| 田波耕治     | 1994年（平成6年）7月1日 - 1996年（平成8年）7月12日    | 大臣官房総務審議官                          | 内閣官房内閣内政審議室長                                |
| 伏屋和彦     | 1996年（平成8年）7月12日 - 1998年（平成10年）6月21日  | 主計局次長                                  | 金融企画局長                                            |
| （中川雅治） | 1998年（平成10年）6月21日 - 1998年（平成10年）7月1日  | （理財局次長が理財局長心得兼務）            | （理財局次長が理財局長心得兼務）                        |
| 中川雅治     | 1998年（平成10年）7月1日 - 2001年（平成13年）1月6日   | 理財局次長                                  | 環境省総合環境政策局長                                  |
| 原口恒和     | 2001年（平成13年）1月6日 - 2001年（平成13年）7月10日  | 大臣官房総務審議官                          | 金融庁総務企画局長                                      |
| 寺澤辰麿     | 2001年（平成13年）7月10日 - 2003年（平成15年）7月8日  | 関税局長 税関研修所長                       | 国税庁長官                                              |
| 牧野治郎     | 2003年（平成15年）7月8日 - 2006年（平成18年）10月3日  | 主計局次長                                  | 会計センター所長 兼財務総合政策研究所長                 |
| 丹呉泰健     | 2006年（平成18年）10月3日 - 2007年（平成19年）7月10日 | 内閣総理大臣秘書官 →9月26日大臣官房付       | 大臣官房長                                              |
| 勝栄二郎     | 2007年（平成19年）7月10日 - 2008年（平成20年）7月4日  | 大臣官房総括審議官                          | 大臣官房長                                              |
| 佐々木豊成   | 2008年（平成20年）7月4日 - 2009年（平成21年）7月14日  | 国税庁次長                                  | 財務総合政策研究所長 内閣官房副長官補                   |
| 川北力       | 2009年（平成21年）7月14日 - 2010年（平成22年）7月27日 | 大臣官房総括審議官                          | 国税庁長官                                              |
| 中村明雄     | 2010年（平成22年）7月27日 - 2011年（平成23年）8月2日  | 大阪国税局長                                | 退官 損保ジャパン総合研究所理事長、証券保管振替機構社長 |
| 田中一穂     | 2011年（平成23年）8月2日 - 2012年（平成24年）8月17日  | 国税庁次長                                  | 主税局長                                                |
| 古沢満宏     | 2012年（平成24年）8月17日 - 2013年（平成25年）3月29日 | 国際通貨基金理事                            | 財務官                                                  |
| 林信光       | 2013年（平成25年）3月29日 - 2014年（平成26年）7月4日  | 会計センター所長 財務総合政策研究所長       | 国税庁長官                                              |
| 中原広       | 2014年（平成26年）7月4日 - 2015年（平成27年）7月7日   | 会計センター所長 財務総合政策研究所長       | 国税庁長官                                              |
| 迫田英典     | 2015年（平成27年）7月7日 - 2016年（平成28年）6月17日  | 大臣官房総括審議官                          | 国税庁長官                                              |
| 佐川宣寿     | 2016年（平成28年）6月17日 - 2017年（平成29年）7月5日  | 関税局長                                    | 国税庁長官                                              |
| 太田充       | 2017年（平成29年）7月5日 - 2018年（平成30年）7月27日  | 大臣官房総括審議官                          | 主計局長                                                |
| 可部哲生     | 2018年（平成30年）7月27日 - 2020年（令和2年）7月20日  | 大臣官房総括審議官                          | 国税庁長官                                              |
| 大鹿行宏     | 2020年（令和2年）7月20日 - 2021年 (令和3年) 7月8日    | 会計センター所長 兼財務総合政策研究所長     | 国税庁長官                                              |
| 角田隆       | 2021年（令和3年）7月8日 - 2022年（令和4年）6月24日    | 主計局次長                                  | 大臣官房付 →復興庁統括官                                |
| 斎藤通雄     | 2022年（令和4年）6月24日 - 2023年（令和5年）7月4日    | 東海財務局長                                | 退官                                                    |
| 奥達雄       | 2023年（令和5年）7月4日 - 2024年（令和6月）7月5日     | 大臣官房総括審議官                          | 国税庁長官                                              |
| 窪田修       | 2024年（令和6月）7月5日 - 現職                        | 内閣官房内閣人事局人事政策統括官            |                                                         |

## 歴代理財局次長
理財担当
| 氏名       | 在任期間                                             | 前職                                 | 後職                                          |
| ---------- | ---------------------------------------------------- | ------------------------------------ | --------------------------------------------- |
| 上野善晴   | 2013年（平成25年）7月8日 - 2014年（平成26年）6月18日 | 大臣官房審議官（理財局担当）         | 日本政策金融公庫代表取締役専務                |
| （林信光） | 2014年（平成26年）6月18日 - 2014年（平成29年）7月4日 | （理財局長が理財局次長事務取扱兼務） | （理財局長が理財局次長事務取扱兼務）          |
| 岡本宰     | 2014年（平成26年）7月4日 - 2015年（平成27年）7月7日  | 関東財務局金融安定監理官             | 内閣府大臣官房審議官                          |
| 北村信     | 2015年（平成27年）7月7日 - 2017年（平成29年）7月7日  | 復興庁統括官付審議官                 | 大臣官房付                                    |
| 市川健太   | 2017年（平成29年）7月7日 - 2018年（平成30年）6月20日 | 大臣官房審議官（理財局担当）         | 日本政策金融公庫代表取締役専務取締役          |
| 古谷雅彦   | 2018年（平成30年）7月27日 - 2019年（令和元年）7月5日 | 大臣官房審議官（理財局担当）         | 大臣官房サイバーセキュリティ・情報化審議官    |
| 鑓水洋     | 2019年（令和元年）7月5日 - 2020年（令和2年）7月20日  | 大臣官房審議官（理財局担当）         | 国税庁次長                                    |
| 窪田修     | 2020年（令和2年）7月20日 - 2021年（令和3年）7月8日   | 大臣官房審議官（理財局担当）         | 大臣官房参事官 大臣官房審議官（大臣官房担当） |
| 大津俊哉   | 2021年（令和3年）7月8日                              | 九州財務局長                         |                                               |

国有担当
| 氏名         | 在任期間                                               | 前職 | 後職                                                                                                |
| ------------ | ------------------------------------------------------ | --- | --------------------------------------------------------------------------------------------------- |
| 妹尾喜三郎   | 1997年（平成9年）7月15日 - 1998年（平成10年）7月1日    | 大臣官房会計課長 | 東京税関長                                                                                          |
| 村井博美     | 1998年（平成10年）7月2日 - 2000年（平成12年）6月30日   | 青森県副知事 | 印刷局長                                                                                            |
| 白須光美     | 2000年（平成12年）6月30日 - 2001年（平成13年）6月30日  | 国土庁長官官房審議官 | 衆議院財務金融委員会専門員                                                                          |
| 楠壽晴       | 2001年（平成13年）6月30日 - 2003年（平成15年）7月      | 大臣官房会計課長 | 預金保険機構金融再生部長                                                                            |
| 日野康臣     | 2003年（平成15年）7月 - 2006年（平成18年）7月11日      | 大臣官房参事官 | 国土交通省政策統括官                                                                                |
| （牧野治郎） | 2006年（平成18年）7月11日 - 2006年（平成18年）7月12日  | （理財局長が理財局次長事務取扱兼務） | （理財局長が理財局次長事務取扱兼務）                                                                |
| 藤岡博       | 2006年（平成18年）7月12日 - 2008年（平成20年）7月4日   | 東海財務局長 財務総合政策研究所東海研修支所長                                                                                             | 大臣官房付                                                                                          |
| 中村明雄     | 2008年（平成20年）7月4日 - 2009年（平成21年）7月14日   | 理財局次長（理財担当） | 大阪国税局長                                                                                        |
| （川北力）   | 2009年（平成21年）7月14日 - 2009年（平成21年）7月21日  | （理財局長が理財局次長事務取扱兼務） | （理財局長が理財局次長事務取扱兼務）                                                                |
| 向井治紀     | 2009年（平成21年）7月21日 - 2010年（平成22年）10月29日 | 大臣官房付 内閣官房内閣参事官（内閣総務官室） 内閣官房内閣参事官（内閣官房副長官補付） 内閣官房安心社会実現会議事務局参事官               | 内閣官房内閣審議官（内閣官房副長官補付） 内閣官房社会保障改革担当室審議官                           |
| 池田篤彦     | 2010年（平成22年）10月29日 - 2011年（平成23年）7月12日 | （理財局次長1人体制） | （理財局次長1人体制）                                                                               |
| 飯塚厚       | 2011年（平成23年）7月12日 - 2012年（平成24年）12月26日 | 大臣官房参事官（大臣官房担当） 理財局 | 大臣官房付                                                                                          |
| 冨永哲夫     | 2012年（平成24年）12月26日 - 2013年（平成25年）2月8日  | （理財局次長1人体制） | （理財局次長1人体制）                                                                               |
| 西田安範     | 2013年（平成25年）2月8日 - 2013年（平成25年）6月28日   | 大臣官房参事官（大臣官房担当） | 内閣官房内閣審議官（内閣官房副長官補付） 内閣官房社会保障改革担当室審議官                           |
| 美並義人     | 2013年（平成25年）6月28日 - 2014年（平成26年）7月4日   | 大臣官房審議官（理財局担当） | 内閣官房内閣審議官（内閣官房副長官補付） 内閣官房社会保障改革担当室審議官 内閣官房TPP政府対策本部員 |
| 飯塚厚       | 2014年（平成26年）7月4日 - 2015年（平成27年）7月7日    | 内閣官房内閣審議官（内閣官房副長官補付） 内閣官房日本経済再生総合事務局次長                                                               | 東海財務局長                                                                                        |
| 中尾睦       | 2015年（平成27年）7月7日 - 2017年（平成29年）7月7日    | 福岡国税局長 | 人事院事務総局審議官                                                                                |
| 富山一成     | 2017年（平成29年）7月7日 - 2020年（令和2年）7月16日    | 大臣官房付 内閣官房内閣審議官（内閣官房副長官補付） 内閣官房東京オリンピック競技大会・東京パラリンピック 競技大会推進本部企画・推進統括官 | 横浜税関長                                                                                          |
| 井口裕之     | 2020年（令和2年）7月20日                               | 大臣官房付 大臣官房審議官（大臣官房担当） 大臣官房企画調整主幹（企画調整総括官） 大臣官房信用機構課長事務取扱                             | |